# 크리스티안 트라미츠
크리스티안 트라미츠(독일어: Christian Tramitz, 1955년 7월 13일~)는 독일의 배우, 성우, 각본가이다.

## 작품 목록

### 영화
- 고스트 헌터: 얼음 몬스터의 부활 (2015년) - 그레고리/그레고르 역
- 제리 코튼 (2010년)
- 위니툰즈 (2009년)
- 킬 대디 굿 나잇 (2009년)
- 뻔뻔한 여자들 (2008년)
- 팔코 (2008년)
- 트레져 아일랜드 (2007년) - 존 트레로니 역
- 텔 (2007년)
- 리시와 난폭한 황제 (2007년)
- 귀 없는 토끼 (2007년)
- 프렌치 포 비기너 (2006년)
- 일곱 난장이 (2004년)
- 황야의 마니투 (2001년) - 레인저 역
- 유로 덤 앤 더머 (2000년)